# Federal Energy Regulatory Commission
La Federal Energy Regulatory Commission (en français : Commission fédérale de régulation de l'énergie) (FERC) est une agence du gouvernement fédéral des États-Unis qui a compétence dans le domaine du commerce inter-États et des tarifs de gros de l'électricité, les permis d'exploitation des centrales hydroélectriques et le prix du transport gazier et pétrolier. La FERC étudie également et autorise l'implantation de terminaux méthaniers, la construction de conduites de gaz inter-États et les projets hydroélectriques qui ne sont pas entrepris par le gouvernement fédéral.